# Alain Hamer
Pour les articles homonymes, voir Hamer.
Alain Hamer, né le 10 décembre 1965 à Luxembourg-Ville, est un arbitre luxembourgeois de football. Il est un arbitre international de l'UEFA, désigné en 2007 dans la liste des 24 arbitres Elite de l'UEFA
Malgré sa nationalité luxembourgeoise, et en vertu d'un accord entre les deux fédérations, Alain Hamer arbitre régulièrement des matchs du championnat de France Ligue 1.
En 2004, Alain Hamer faisait partie des arbitres sélectionnés pour diriger les matches du Championnat d'Europe des nations au Portugal.
Alain Hamer est affilié au Club pétangeois CS Péiteng.
Il a officié la dernière fois en Ligue 1, le samedi 23 octobre 2010 à 19h00, le match Monaco-Valenciennes lors de la 10e journée.
Ce tableau récapitule les statistiques du nombre de matchs arbitrés ainsi que les cartons jaunes et rouges distribués.
| Compétitions        | Nbre de matchs | Cartons jaunes | Cartons rouges |
| Ligue 1 (2006-2007) | 8              | 30             | 0              |
|                     |                |                |                |
| Ligue 1 (2007-2008) | 12             | 37             | 0              |
|                     |                |                |                |
| Ligue 1 (2008-2009) | 1              | 5              | 0              |